# إياز
كيدران جونيس (من مواليد 15 أبريل 1987) ، والمعروف باسمه المسرحي إياز ، هو مغني وكاتب أغاني بريطاني من جزر فيرجن ، وقع سابقًا مع شركة التسجيلات Beluga Heights Records . وهو معروف بأغانيه الفردية " Replay " و " Solo " و " Pretty Girls ". أصدر ألبومه الأول Replay في عام 2010.

## روابط خارجية
- Iyaz على أول ميوزيك

قالب:Iyaz